# Caramel (film, 2005)
Pour les articles homonymes, voir Caramel (homonymie).
Pour plus de détails, voir Fiche technique et Distribution.
Caramel est le dernier film, ivoirien, réalisé par Henri Duparc, et est sorti en 2005. 
Le film a été projeté dans plusieurs festivals internationaux en hommage à son réalisateur, dont le FESPACO 2007. 

## Sypnosis
Fred, un jeune homme de 32 ans, est gérant d'un cinéma qui rencontre des difficultés par manque de spectateurs. Fred est célibataire, ce qui ne plaît pas à sa sœur Maria qui décide de lui trouver une femme. Malheureusement, celles qu'elle met sur son chemin ne lui plaisent pas du tout. Fred fait alors la rencontre d'une jeune fille appelée Caramel, dans son cinéma lors d'une de ses projections. Ils tombent amoureux l'un de l'autre. Mais qui est cette jeune fille ? D'où vient-elle ? Où va-t-elle emmener Fred ? Est-elle de notre monde ? La fin nous offre un effet de surprise...

## Analyse
Citant implicitement ou explicitement plusieurs de ses propres films précédents, « Caramel est le film-testament de Duparc » comme le dit Fargass Assandé.
Le film s'inspire par ailleurs de la légende de Mami Wata et illustre l'adage de devoir prendre au sérieux les conseils des anciens et les traditions.

## Fiche technique
- Titre : Caramel
- Autre titre original : Caramel ou le destin contrarié
- Réalisation : Henri Duparc
- Scénario : Henri Duparc
- Production : Henri Duparc
- Société de production : Focale 13
- Musique : Mathieu Kegba Nanguy
- Directeur photo : Bacary Doumouya
- Montage : Joseph Muganga
- Pays d'origine :  Côte d'Ivoire
- Langue originale : français
- Format : Couleurs - 35 mm
- Durée : 88 minutes
- Dates de sorties : 
  -  Côte d'Ivoire : 2005
  -  France : 2006

## Distribution
- Ahmed Souané : Fred
- Prisca Maceléney : Caramel
- Adrienne Koutouan : Maria
- Hassan David : Le cousin de Caramel
- Fargass Assandé : Antoine
- Fortuné Akakpo : Fortuné
- Tatiana de MC'Ensira : Une amie de Maria
- Akissi Delta : Tatiana la dépanneuse
- Dosso Tiékoumba : l'Ex de Caramel

## Distinctions
- Sélection Festival international de Marrakech 2005
- Sélection FESPACO 2007